# کانت-ویلگی
کانت-ویلگی (به لهستانی:  Kąty-Wielgi) یک روستا در لهستان است که در گمینا ستراخووکا واقع شده‌است.